# Трансакционный анализ

Схема трансакционного анализа

Трансакционный анализ (транзакционный анализ, трансактный анализ, транзактный анализ; сокр. ТА) — психологическая модель, служащая для описания и анализа поведения человека как индивидуально, так и в составе групп. Данная модель включает философию, теорию и методы, позволяющие людям понять самих себя и особенность своего взаимодействия с окружающими.
Ключевой отправной точкой для развития трансакционного анализа стал психоанализ, однако ТА как модель приобрёл значительно более общий и масштабный характер. Особенность трансакционного анализа состоит в том, что он изложен простым и доступным языком, а его основополагающие принципы крайне несложны и доступны для всеобщего понимания.
Краеугольным камнем трансакционного анализа является положение о том, что один и тот же человек, находясь в некоей определённой ситуации, может функционировать, исходя из одного из трёх эго-состояний, чётко отличимых одно от другого.
Трансакционный анализ — это рациональный метод понимания поведения, основанный на заключении, что каждый человек может научиться доверять себе, думать за себя, принимать самостоятельные решения и открыто выражать свои чувства. Его принципы могут применяться на работе, дома, в школе, с соседями — везде, где люди имеют дело с людьми.
Основы теории трансакционного анализа были описаны Эриком Берном и рядом других психотерапевтов, а также несколькими не психотерапевтами. Эрик Берн начал публиковать свои наблюдения за особенностями человеческого функционирования ещё в начале 1960-х годов, а пик общественного интереса к трансакционному анализу пришёлся на 1970-е годы.

## Эго-состояния
Согласно трансакционному анализу, в каждом из нас можно выделить три эго-состояния: Родитель, Взрослый и Ребёнок.
- Эго-состояние Родителя (Р) содержит установки и поведение, перенятые извне, в первую очередь — от родителей. Внешне они часто выражаются в предубеждениях, критическом и заботливом поведении по отношению к другим. Внутренне — переживаются как старые родительские назидания, которые продолжают влиять на нашего внутреннего Ребёнка.
- Эго-состояние Взрослого (В) не зависит от возраста личности. Оно ориентировано на восприятие текущей реальности и на получение объективной информации. Оно является организованным, хорошо приспособленным, находчивым и действует, изучая реальность, оценивая свои возможности и спокойно рассчитывая.
- Эго-состояние Ребёнка (Ре) содержит все побуждения, которые возникают у ребёнка естественным образом. Оно также содержит запись ранних детских переживаний, реакций и позиций в отношении себя и других. Оно выражается как «старое» (архаическое) поведение детства. Эго-состояние Ребёнка отвечает также за творческие проявления личности.

Когда мы действуем, чувствуем, думаем подобно тому, как это делали наши родители, — мы находимся в эго-состоянии Родителя. Когда мы имеем дело с текущей реальностью, накоплением фактов, их объективной оценкой — мы находимся в эго-состоянии Взрослого. Когда мы чувствуем и ведём себя подобно тому, как мы делали это в детстве, — мы находимся в эго-состоянии Ребёнка.
В каждый момент времени каждый из нас находится в одном из этих трёх эго-состояний.

## Трансакции
Трансакция — это единица общения, которая состоит из стимула и реакции. Например, стимул: «Привет!», реакция: «Привет! Как дела?». Во время общения (обмена трансакциями) наши эго-состояния взаимодействуют с эго-состояниями нашего партнёра по общению. Трансакции бывают трёх видов:
1. Дополняющие[1][2], или параллельные, (англ. reciprocal/complementary) — это трансакции, при которых стимул, исходящий от одного человека, непосредственно дополняется реакцией другого. Например, стимул: «Который сейчас час?», реакция: «Без четверти шесть». В данном случае взаимодействие происходит между людьми в одинаковых эго-состояниях (Взрослого).
2. Пересекающиеся (англ. crossed) — направления стимула и реакции пересекаются, данные трансакции являются основой для скандалов. Например, муж спрашивает: «Где мой галстук?», жена с раздражением отвечает: «Я всегда у тебя во всём виновата!». Стимул в данном случае направлен от Взрослого мужа к Взрослому жены, а реакция происходит от Ребёнка к Родителю.
3. Скрытые (англ. duplex/covert) трансакции имеют место, когда человек говорит одно, но при этом имеет в виду совсем другое. В этом случае произносимые слова, тон голоса, выражение лица, жесты и отношения часто не согласуются друг с другом. Скрытые трансакции, являются почвой для развития психологических игр. Теория психологических игр была описана Эриком Берном в книге «Игры, в которые играют люди». Анализ игр — это один из методов, используемых трансакционными аналитиками.

## Теория сценариев
Ещё одним краеугольным камнем трансакционного анализа является теория сценариев. Впервые данная теория была разработана Эриком Берном и усовершенствована Клодом Штайнером.
Сценарий — это «план жизни, составленный в детстве». Сценарий выбирается ребёнком на основе предложенных родителями или обществом. На выбор сценария влияют как внешние факторы, так и воля ребёнка. Берн приводит случай с двумя братьями, которым мать сказала: «Вы оба попадёте в психушку». Впоследствии один из братьев стал хроническим психическим больным, а второй — психиатром. Согласно теории сценария, каждый из нас уже в детстве знает важные для сценария моменты. Например, количество будущих детей.
Контрсценарий — некая последовательность действий, приводящих к «избавлению» от сценария. Контрсценарий закладывается в другом эго-состоянии. К примеру, для сценария «Ты должна страдать» контрсценарием может стать «Твоя жизнь наладится, если ты удачно выйдешь замуж». В данном случае Эрик Берн проводил аналогию контрсценария со «снятием проклятия злой ведьмы» (из сказки «Спящая красавица»).
Антисценарий — «сценарий наоборот», может сформироваться при невозможности действовать согласно сценарию. Человек, действующий прямо противоположно своему сценарию, тем не менее всё так же подвержен его влиянию. Сценарий продолжает руководить человеком, но то, что в сценарии нужно было делать хорошо, человек делает плохо, и наоборот. Например, молодой человек, которому предназначалось быть рядом с одинокой матерью в старости, а поэтому беречь себя и иметь минимальные контакты с девушками, начинает менять подруг каждую неделю, употреблять наркотики и заниматься экстремальными видами спорта. В данном примере поведение человека всё так же зависимо от родительских установок и потому предсказуемо.
Таким образом, антисценарий определяет стиль жизни человека, в то время как сценарий — его судьбу.
Утверждается, что родитель считает ребёнка взрослым лишь тогда, когда ребёнок в полной мере начинает выполнять родительский сценарий.
Теория сценариев подробно изложена Берном в его книге «What Do You Say After You Say Hello?» («Что вы говорите после того, как сказали: „Здравствуйте“?»). В русскоязычном пространстве эта книга больше известна под названием «Люди, которые играют в игры», так как в большинстве случаев издавалась именно под ним.

### Примеры сценариев
1. Сценарий "Никогда Не… ": Человеку в детстве говорят, что он никогда не достигнет успеха. Он неосознанно формирует сценарий, который заставляет его избегать вызовов и рисков, ведущих к успеху.
2. Сценарий "Всегда Будь… ": Ребёнку постоянно напоминают о необходимости быть сильным и независимым. Взрослым он становится чрезмерно самостоятельным, что мешает строить близкие отношения.
3. Сценарий «Все или Ничего»: В семье, где ценится только высшее достижение, ребёнок может развить сценарий, в котором он либо добивается высоких результатов, либо считает любое усилие бесполезным.

## Области применения
Трансакционный анализ используется в психотерапии, психологическом консультировании, бизнес-консультировании, образовании и везде, где людям приходится общаться друг с другом.

### Книги
- Берн, Э. Трансакционный анализ в психотерапии / пер. с англ. А. Грузберга. — М.: Эксмо, 2009. — 416 с. — (Психологический бестселлер). — ISBN 978-5-699-31579-6.
- Берн, Э. Игры, в которые играют люди. Люди, которые играют в игры / пер. с англ. А. Грузберга. — М.: Эксмо, 2014. — 576 с. (Психология общения). — ISBN 978-5-699-27303-4, ISBN 978-5-699-18299-2.
- Стюарт, Ян; Джойнс, Вэнн. Современный транзактный анализ / пер. с англ. Дмитрия Касьянова. — СПб.: Социально-психологический центр, 1996. — 332 с. — ISBN 5-89121-002-9.
- Стюарт И., Джоинс В. Современный транзактный анализ — 2-е изд. / пер. с англ. Дмитрия Касьянова. — СПб.: Метанойя, 2017. — 444 с., ил. — ISBN 978-5-901724-24-8.
- Кристиансен К., Билунд П. Транзактный анализ в бизнесе. — 2-е изд. / пер. с англ. Дмитрия Касьянова. — СПб.: Метанойя, 2016. — 290 с., ил. — ISBN 978-5-91542-308-3.
- Карпман С. Жизнь, свободная от игр / пер. с англ. Дмитрия Касьянова. — СПб.: Метанойя, 2014. — 342 с., ил. — ISBN 978-5-91542-310-6.
- Вагнер Э. Говорите прямо и открыто, или — пипец / пер. с англ. Дмитрия Касьянова. — СПб.: Метанойя, 2016. — 146 с., ил. — ISBN 978-5-91542-294-9.
- де Грааф, Аннэ, Кунст, Клаас. Эйнштейн и искусство ходить под парусами / пер. с англ. Дмитрия Касьянова. — СПб.: Метанойя, 2018. — 254 с., ил. — ISBN 978-5-901724-57-6.
- Джоинс В., Стюарт И. Личностные адаптации / пер. с англ. Дмитрия Касьянова. — СПб.: Метанойя, 2016. — 146 с., ил. — ISBN 978-5-94437-530-8.
- Левин П. Циклы силы — Стадии развития ребёнка и человека / пер. с англ. Дмитрия Касьянова. — СПб.: Метанойя, 2017. — 319 с., ил. — ISBN 978-5-901724-39-2.
- Хей, Дж. Транзактный анализ для тренеров / пер. с англ. Дмитрия Касьянова. — СПб.: Метанойя, 2020. — 366 с., ил. — ISBN 978-5-94436-366-4.

### Статьи
- Летова, И. Современный транзактный анализ.